# Шанксвилл (Пенсильвания)
Ша́нксвилл (англ. Shanksville) — боро в округе Сомерсет в штате Пенсильвания. В 2000 году население боро составляло 245 человек. Шанксвилл находится приблизительно в 97 километрах к юго-востоку от Питтсбурга.

## История
В 1798 году на месте будущего города немец Кристиан Шанк (англ. Christian Shank) построил дом. Позднее он возвёл поблизости мукомольную мельницу и две лесопилки. В 1828 году местный житель Эммануэль Шаффер открыл магазин, и на следующий год Шанк основал город Шанксвилл. В 1874 году в городе было открыто почтовое отделение. 25 января 1913 года Шанксвилл получил статус боро.
11 сентября 2001 года в ходе крупнейшей террористической атаки был захвачен рейс 93 United Airlines. Террористы планировали направить самолёт в капитолий США или в Белый дом. В результате оказанного пассажирами сопротивления самолёт разбился на поле почти в 3 км к северу от Шанксвилла.
Первый временный мемориал пассажирам и экипажу рейса 93 был установлен на холме в 460 метрах от места падения. Вскоре после этого началось строительство постоянного мемориала.

## Население, география
Площадь Шанксвилла составляет 0,46 км². Боро расположено на высоте 680 метров.
По данным переписи 2000 года в боро проживало 245 жителей. Таким образом, плотность населения составляла 537 чел./км². В Шанксвилле насчитывалось 96 домохозяйств, 69 семей и 100 жилищных единиц. 100% населения было представлено белыми. В 32,3% домохозяйств проживали дети возрастом до 18 лет, в 54,2% проживали супружеские пары, в 12,5% домовладельцами были незамужние женщины, и в 28,1% не имелось семьи. В 22,9% домохозяйств проживали одиночные жители, и в 9,4% проживали одиночные жители возрастом от 65 лет. Средний размер домохозяйства составлял 2,55, и средний размер семьи составлял 3,06. Совокупная доля женского населения составляла 51,4%; доля женского населения старше 18 лет составляла 51,7%. Средний доход на домохозяйство Шанксвилла составлял 29 980$, на семью — 40 833$.
|                                                             | \| Климатограмма Шанксвилла \| Климатограмма Шанксвилла \| Климатограмма Шанксвилла \| Климатограмма Шанксвилла \| Климатограмма Шанксвилла \| Климатограмма Шанксвилла \| Климатограмма Шанксвилла \| Климатограмма Шанксвилла \| Климатограмма Шанксвилла \| Климатограмма Шанксвилла \| Климатограмма Шанксвилла \| Климатограмма Шанксвилла \| \| ----------------------------------------------------------- \| ------------------------ \| ------------------------ \| ------------------------ \| ------------------------ \| ------------------------ \| ------------------------ \| ------------------------ \| ------------------------ \| ------------------------ \| ------------------------ \| ------------------------ \| \| Я \| Ф \| М \| А \| М \| И \| И \| А \| С \| О \| Н \| Д \| \| 101.3 2 −8 \| 81.8 4 −7 \| 102.9 9 −3 \| 113.8 16 3 \| 129.8 21 8 \| 136.1 25 14 \| 122.2 27 16 \| 111.0 26 15 \| 104.1 22 11 \| 80.0 17 5 \| 116.8 11 1 \| 92.2 4 −5 \| \| Температура в °C • Сумма осадков в мм Источник: weather.com \| \| \| \| \| \| \| \| \| \| \| \| |            |            |            |             |             |             |             |           |            |           |
| Климатограмма Шанксвилла                                    | |            |            |            |             |             |             |             |           |            |           |
| Я                                                           | Ф | М          | А          | М          | И           | И           | А           | С           | О         | Н          | Д         |
| 101.3 2 −8                                                  | 81.8 4 −7 | 102.9 9 −3 | 113.8 16 3 | 129.8 21 8 | 136.1 25 14 | 122.2 27 16 | 111.0 26 15 | 104.1 22 11 | 80.0 17 5 | 116.8 11 1 | 92.2 4 −5 |
| Температура в °C • Сумма осадков в мм Источник: weather.com | |            |            |            |             |             |             |             |           |            |           |